# История развития дорог в России
История развития дорог в России насчитывает два тысячелетия, с начала I тысячелетия до н. э. Специфика дорожной сети в России обусловлена большой протяженностью ее территории и наличием разных климатических зон с тяжёлыми условиями прокладки и эксплуатации дорог.

## Доисторические времена
Археологические раскопки свидетельствуют о том, что праславянам были известны колёсные и вьючные пути, для которых они устраивали дороги из жердевых настилов еще в I тысячелетии до н.э. Такие объекты были найдены вблизи Нижнего Тагила на Урале, возле Нарвы и Калининграда на побережье Балтики.
Племенам Триполья, а впоследствии скифам  известны такие методы строительства, как устройство валов и насыпей, выстилка камнем. При раскопках греко-скифского города Ольвии археологи обнаружили остатки не только каменных построек, но и мощеных улиц. Формирование славянских племен было тесно связано с контактами между ними. Достоверно установлено существование уже в VII веке Залозного пути между Киевом и Хазарским каганатом, который тянулся через Переяславль к устью Дона и Азовскому морю.
При раскопках Старой Ладоги — главной перевалочной базы в торговле между варягами и греками с севера — в слоях VII—IX веков были найдены остатки деревянных мостков, настилочных плах, осушительных канав и вымостки из камня и известняка. С торговлей было связано возникновение факторий на месте будущих славянских городов: Киева, Новгорода, Любеча, Чернигова, Полоцка.

## От Древней Руси до Русского царства
Первое упоминание о дорогах Древней Руси встречается в Лаврентьевской летописи, где значится призыв киевского князя Владимира (980—1015): «Требите пути и мостите мосты». Примерно тогда же появляются документы, касающиеся дорожного строительства. В X—XII веках существовало два типа дорог: местные «просёлки» и «великие гостиницы» — большие торговые пути в степной полосе. «Прямоезжих» дорог на Руси было крайне мало. Их развитие тесно связано с почтой: натуральная почтовая повинность (обязанность дать княжескому гонцу коня и корм) в Киевской Руси появилась уже в X веке.
Значительно расширилась сеть русской почты с созданием ямов — почтовых станций, появившихся в XIII веке благодаря приходу Золотой Орды, для быстрой связи центра Монгольской империи её окраинами.
Начавшийся при Иване Калите (1325—1340) на русских землях объединительный процесс способствовал бурному развитию торговых связей, формировалась единая система сухопутных путей Русского государства с центром в Москве. Её улицы стольного града переходили в большие тракты: Тверская вела на Тверь и Великий Новгород, Ветеранская переходила в Ярославский тракт, от Рогожской слободы начинался путь на Нижний Новгород и Казань, от пригородного села Коломенского — дорога в Тулу, а через Арбат выходила Можайская дорога к городу Смоленску. В 1595 году по указу царя Федора Иоанновича начались поиски кратчайшего пути от Соликамска к Тюмени, Тобольску и другим городам через Уральские горы.
К XV—XVI векам почтовая связь установилась по всей стране, расстояние между ямскими станциями составляло 40—100 вёрст.
Первые законодательные акты касательно содержания и строительства дорог содержатся в «Судебнике» 1589 года. В нем впервые устанавливалась ширина проезжей части дороги — полторы сажени. Следить за их состоянием и поддерживать в исправности вменялось в обязанности местных жителей. Они несли ответственность перед государством за происшествия с проезжающими, вызванные плохим состоянием дороги, мостов.
Существенную роль в улучшении российских трактов сыграло учреждение в 1665 году почтовой службы. В XVII веке зафиксированы также первые факты применения научных методов при проектировании и строительстве дорожных сооружений. Они относятся к начальному этапу постройки Большого каменного моста в Москве в 1643 году.
С 70-х годов XVII века, когда была введена регулярная почтовая связь, на почтовые станции была возложена функция сбора дорожной пошлины.

## Российская империя

### От Петра до Екатерины
Временем перемен в развитии дорожного дела стала эпоха петровских преобразований. Одним из важных начинаний Петра I стало создание так называемой «перспективной дороги» — прямой трассы, связывающей Санкт-Петербург с Москвой. Из книги «Точное известие… крепости и городе Санкт-Петербург, о крепостце Кроншлот и их окрестностях» (1713): «…однажды слышал: его величество по собственному побуждению вознамерился проложить новую дорогу из города Москвы до С.-Петербурга протяженностью свыше 200 миль; она не только должны быть очень широкой, но пройти по прямой линии обширными девственными местами через заросли, горы и долины, болота и воду и быть настолько возможно ровной. Кроме того, на ней предполагается поставить от одной почтовой станции до другой трактиры и деревни, с тем чтобы путешественники могли находить гораздо большие удобства и следовать дальше».
Первый участок грунтовой дороги стал сооружаться от Петербурга до Волхова. Указ Петра I от 11 января 1720 года обязывал заготавливать лес «для починки и строения перспективной дороги до Волхова», в 1723 году работы по созданию «перспективной дороги» возлагались на местных крестьян. Замысел Петра I полностью не был реализован, был построен только первый отрезок пути до Волхова, после дорога пошла через Новгород на Москву.
В 1732 году по предложению генерал-губернатора Санкт-Петербурга, военного инженера граф Б. К. фон Миниха, руководившего строительством дорог, в России появилась первая платная дорога: Санкт-Петербург — Шлиссельбург. Затем плату стали брать за проезд от Петербурга до Нарвы и по Першпективной дороге — части Большой Московской дороги от Санкт-Петербурга до Москвы, сданной в эксплуатацию в 1742 году. Проект указа о плате за проезд утвердила 15 октября 1742 года императрица Елизавета Петровна. Сбор составлял от 2 копеек за прогон домашней скотины или 3 копеек за всадника до 24 копеек за коляску, запряжённую 6 лошадьми. Для сравнения — подушная подать за крепостного крестьянина в то время составляла 70 копеек. Зимой плата была вдвое меньше, так как под снегом дорога не портилась. От подати были освобождены только военные, следовавшие по дороге по приказу командования, но не по личной надобности. С государственных чиновников и курьеров также брали по 3 копейки.
К XVIII веку почти все дороги России находились в ведении региональных властей, что прописывалось в регламенте Камер-коллегии 1731 года. В своём документе от 1741 года ведомство объясняло это тем, что если дорогу строить и ремонтировать будут местные жители, они «со всяческой бережностью к дороге относиться будут». За средства казны в середине XVIII веке строили и ремонтировали только дороги, по которым двигались государственные люди и августейшие особы: из Санкт-Петербурга в пригороды (Царское Село, Петергоф, Шлиссельбург), в Лифляндию (Петербург — Нарва) и в Москву (Першпективная дорога). Мосты строили за счет губернских и уездных властей специально нанятые подрядчики, тогда как устройство самих дорог было довольно простым (фашины или брёвна, уложенные в основание дороги, а также покрытые сверху выровненным песком), и с ним могли справиться простые крестьяне.
В правление Екатерины II начинаются работы по сооружению Военно-Грузинской дороги через Главный Кавказский хребет. Постоянное движение по ней открыто в 1799 году.
В 1760—1790 годах происходят важные изменения в технике дорожного строительства. В указе Екатерины II 28 мая 1785 года говорилось: «Её императорское величество высочайше указать изволила: впредь дорог брёвнами, бревёшками и плахами не мостить, вместо того делать оные, где есть удобность, каменные, где же камня нет, там намащивать плотинами фашинными…» При прокладке дорог стали применять приборы — нивелиры и уклономеры, начали учитывать свойства грунтов. В это же время в России начали строить мостовые из булыжного камня, установив требования к его размеру и форме, распределению крупных и мелких камней по ширине дороги, а также к конфигурации корыта в земляном полотне.
К концу XVIII столетия в Российской империи, как и в Европе, стали использовать щебёночные покрытия, которым с 1786 года предписывалось иметь двухслойную конструкцию: щебень более мелкой фракции в нижнем слое и более крупного (2-4 дюйма) в верхнем. Такое покрытие уплотняли вручную и выравнивали чугунными или каменными катками, что позволяло снизить пористость покрытия и расклинивать щебень более мелким материалом (клинцом и высевками) в верхнем слое. В местах, где местного щебня невозможно было получить, использовали слабые местные породы камня, гравий, кирпичный щебень, дроблёную чугунную и болотную железную руду.
В XVIII веке разрешено было передавать содержание станции частным лицам с правом пользоваться прогонными деньгами (платой за проезд по почтовым дорогам) — так развивались вольные почты. Прогонные деньги рассчитывались по количеству вёрст и лошадей. Размер прогонных денег составлял: для станций вольных почт — 4 копейки за версту и лошадь, для станций, отдаваемых в содержание по нормальным кондициям,- 3 копейки за версту и лошадь, кроме некоторых трактов, где существуют повышенные или пониженные таксы. Сверх того, проезжающие на станциях, отдаваемых в содержание по нормальным кондициям, уплачивали в пользу казны сбор в 10 копеек за перегон каждой лошади. Из биографических сведений А. С. Пушкина известно, что «в зависимости от трактов величина прогона за лошадь и версту составляла: от Москвы до Петербурга — по 10 копеек, по трактам Московскому, Белорусскому, Ярославскому и другим — по 8 копеек и так далее. Число лошадей, отпускавшихся проезжающим соответственно их чину и званию, было строго регламентировано „высочайше утверждёнными“ расписаниями. „Особы 1-го класса“ получали 20 лошадей. Прогоны ехавшим по казённой надобности выдавались по числу следуемых им лошадей. Пушкин, получивший по выходе из лицея чин коллежского секретаря (10-й класс), а с 1831 года — титулярного советника (9-й класс), имел право только на три лошади».

### Появление шоссе
Первая половина XIX века стала принципиально новым этапом в развитии дорожного дела в России. На это время приходится переход от сооружения грунтовых дорог к шоссейным, создается единый центральный орган управления и строительства путей сообщения. В ноябре 1809 года было образовано Управление водяными и сухопутными сообщениями во главе с принцем Г. Ольденбургским — генерал-губернатором Тверской, Новгородской и Ярославской губерний. В 1810 году оно переименовано в Главное управление путей сообщения, ставшее единственным ведомством, которое находилось вне столицы — в Твери (с 1809 по 1816 годы, затем в Петербурге).
В 1817—1834 годах построена шоссейная дорога между Москвой и Петербургом по системе французского инженера Трезаге. Наряду с Московским появляются шоссе в западных губерниях страны, а также Петербургско-Ковенское, Московско-Нижегородское, Тульское, Смоленское, Рязанское, Ярославское и другие. В начале 1830-х годах завершился очередной этап строительства Военно-Грузинской дороги.
В 1860—1870-е годы шоссейные дороги потеряли значение главных путей и рассматривались как второстепенные, предпочтение отдавалось железным дорогам.
Позже в 1885—1890 годах усилиями Военного министерства были построены шоссейные дороги Петербург-Псков-Варшава, Москва — Брест — Варшава и некоторые др. Крупное по масштабам и государственной важности строительство в конце XIX — начале XX вв. проводилось в Крыму: были построены шоссе Ялта-Бахчисарай, Симферополь — Феодосия, Севастополь — Алушта. Продолжалось строительство Южно-бережного шоссе. Эти трассы проектировались по особо утвержденным заданиям, так как они проходили в очень трудных топографических условиях.
Технологии использования битумов для повышения связности щебеночных покрытий в Европе разработали в 1829 году, а начали применять в 1854 году (Париж). То есть на три года раньше, чем в Лондоне. В 1869 году было организовано «Товарищество по производству асфальтовых дорог». Впрочем, из-за недостаточности средств и квалифицированных кадров это начинание не получило развития. Месторождения природных асфальтов были открыты и начали разрабатываться позднее. Поначалу же в Российской империи щебёночные покрытия пропитывали каменноугольным дёгтем — по технологии энтузиаста дорожного дела врача Э. Гуглилминетти, применившего этот метод в Швейцарии в 1902 году.
Первоначально битум и дёготь разливали вручную из леек с последующим распределением по покрытию щетками. Затем появились котлы на ручных тележках, на конной тяге и, наконец, распределители жидкого вяжущего на автомобилях (автогудронаторы).

### Техническая оснащённость
До середины XIX в. в дорожном строительстве империи безраздельно господствовал ручной труд. Механизация началась с применения механизмов по выемке и уплотнению грунта на конной тяге: металлических канавокопателей и утюгов, лопат, катков. Заводов по производству дорожных машин в стране не было, за исключением Коломенского паровозостроительного, заводов Сан-Галли в Петербурге и Н. К. Гейслера в Варшаве, выпускавших в очень малых количествах паровые катки для укатки шоссейных дорог.
Перед Первой мировой войной в дорожном строительстве начали применять тракторную тягу, чтобы тянуть шоссейные бороны, треугольные уравнители и др. Однако основная масса машин была сосредоточена в западных районах: Варшавском, Виленском, Кавказском и Киевском округах путей сообщения. В ведении земств машин почти не было.

## Массовое строительство дорог в СССР
В 1920-е годы основным типом дорог в стране оставались грунтовые. Их улучшали методом профилирования и применением различных добавок: глины и песка, шлаков и гравия, жерствы и торфа, жидкого стекла и дефекационной грязи.
В 1926 году в Москве был основан Центральный НИИ по строительству и эксплуатации дорог. В 1936 году на его базе был основан Дорожный научно-исследовательский институт (ДорНИИ).
В 1927 году в Ленинградской области на тракте Псков-Шимск проведен опыт улучшения грунтовой дороги органическими вяжущими материалами (полугудроном и гудроном). В это же время на Волоколамском шоссе дорожники уложили первые 80 м асфальтобетонного покрытия. Вскоре асфальтобетонные, бетонные и железобетонные участки появились под Ленинградом, в Баку, Ялте и Туапсе.
За период с 1922 по 1928 год построено и перестроено 3,8 тыс. км дорог, однако почти половина из них — грунтовые. Развернулось строительство больших трактов: Чуйского, Кяхтинского, Усинского, Тункинского, дан старт созданию Черноморского шоссе. К концу 1932 года действовали уже 5822 автомобильные линии протяженностью 35 тыс. км.
В годы первой пятилетки было выпущено более 3500 легких и средних прицепных дорожных грейдеров на конной тяге. Но для выполнения плана — построить в СССР 360 тысяч км новых шоссейных дорог и отремонтировать 1.3 млн км грунтовых, недоставало ресурсов: не хватало не только денег и техники, но и квалифицированных специалистов-дорожников. Тем не менее удалось привести в порядок 102 тысячи 100 км дорог. Были сданы в эксплуатацию Чуйский тракт (598 км), Усинский тракт (345 км) и некоторые другие важнейшие для освоения Сибири и Дальнего Востока дороги. При этом 90 % дорог в России оставались без твёрдого покрытия.

### Курс на дороги с твёрдым покрытием
В 1930-х годах широко развернулось строительство усовершенствованных дорог. Строители Ленинградской области опробовали обработку разжижённым битумом участка Ораниенбаумского шоссе, на Московско-Нижегородском шоссе была применена обработка покрытия цементным раствором разной консистенции.
В 1931 году было организовано первое в СССР производство битумных эмульсий. Механизация дорожных работ позволила шире применять местные материалы (гравийные смеси, опоки, известь, ракушечник). В том же году на заводах Дормаштреста начался выпуск специализированной дорожной техники: самоходных катков, камнедробилок, навесного оборудования для сезонных дорожных работ.
В 1931 году были разработаны первые в СССР обязательные технические условия для строительства дорог, в которых все они были подразделены по грузонапряженности и типу дорожной одежды на три типа: грунтовые, мощёные и шоссейные. В это время по дорогам еще предусматривается движение гужевого транспорта, так как в ведении Союзтранса находилось 6 тысяч автомобилей и 22 тысячи лошадей.
В 1932 году в Москве был пущен в эксплуатацию первый завод по производству холодных асфальтобетонных смесей, который уже в первый год выпустил 1500 тонн продукции.
Были построены асфальтированные подъезды к Москве, Ленинграду и другим крупным городам.
В 1934 году в СССР наладили выпуск автогудронаторов, что позволило ускорить темпы прокладки асфальтированных дорог и улучшить их качество. Стали применяться разжиженные битумы, битумные и дёгтевые эмульсии, содержащие около 50 % воды и 2 % эмульгатора. Этот метод позволял работать при более низких температурах и с влажным щебнем, а также с гравийными материалами с большим содержанием пылеватых и песчаных частиц. Дороги низших категорий стали строить методом смешения компонентов прямо на дороге.
В начале третьей пятилетки в СССР началось строительство дорог с покрытием из цементобетона, однако в условиях российских морозов при неоднородности земляного полотна метод укладки бетонных плит толщиной 18-24 см, соединенных арматурой, оказался неудачным: покрытие быстро ломалось.

#### Первая автомагистраль
Постановлением Совнаркома СССР 1934 года было решено построить первую в стране автомагистраль от Москвы до Минска протяженностью 695 километров с расчетной скоростью движения 120 километров в час..Полтора года шли изыскания и ее первоначальное проектирование. На почти 700-километровом протяжении она должна была в 13 местах пересечь железнодорожные линии, пройти через 115 рек и речушек. Предстояло соорудить 627 транспортных развязок и 9 путепроводов. Впервые было запланировано строительство железобетонных мостов.
Поначалу дорога должна была иметь 18-метровую ширину проезжей части с 3-метровой разделительной полосой. Для движения тракторов, которые в то время имели металлические колеса с треугольными шипами, вдоль асфальтированного шоссе планировались тракторные пути. А для прогона скота через каждые 5 километров были предусмотрены каменноарочные переходы.
Однако первоначальный проект магистрали оказался слишким дорогостоящим — 1 миллиард рублей, поэтому его упростили до 600 миллионов.
В числе техники имелось только два с половиной десятка устаревших тракторов и три экскаватора. Потом — в апреле 1937 года — сюда направили 70 машин, но основной объем работы выполнен силами людей — 105 тыс. человек фактически вручную в основном построили магистраль к концу 1938 г. Полное завершение работ было намечено на 1940-41 годы. Однако завершена она была только после Великой Отечественной войны.
На начало 1941 года в РСФСР 67,8 тыс. км дорожной сети, или 7,8 % от общей протяженности имели твердые покрытия.

### Послевоенные годы
Дорожное строительство не прекращалось и в годы Великой Отечественной войны. Во время боевых действий были разрушены 91 тысяча километров дорог, 90 тысяч мостов общей длиной 980 км. В составе РККА были организованы дорожные войска, которые проложили более 5 тыс. км дорог с твердым покрытием, восстановили и построили более 1 тыс. км мостов.
В послевоенный период (1946—1958 годы) дорожная сеть с твердым покрытием была доведена до 106,2 тыс. км.
В 1948 г. был выпущен первый советский трехосный самоходный автогрейдер.
За эти годы построены и реконструированы крупные автомобильные магистрали, создавшие основу для развития дорожной инфраструктуры страны: Москва-Ленинград, Москва-Симферополь, Москва-Куйбышев, Харьков-Ростов, Ростов-Орджоникидзе, Ленинград-Таллин, Ярославль-Вологда и др. Кроме того, были реконструированы подъезды к крупным городам — Москве, Ленинграду и другим.

### Пик дорожного строительства: 1970—1980-е годы
К 1970 году доля дорог с твёрдым покрытием выросла до 36,6 %, а к 1980 — до 64 %. К этому времени на карте России появились новые магистральные дороги Москва — Волгоград — Астрахань, Вологда — Ленинград, Москва — Брянск — Киев, Куйбышев — Челябинск — Курган, Иркутск — Улан-Удэ — Чита и многие др. Построены большие капитальные мосты, в том числе через реки Днепр, Дон, Волгу, Неву, Обь, Енисей, первый автодорожный мост через Амур. К концу 1990 года протяженность дорожной сети общего пользования с твердым покрытием увеличилась на 36 тыс. км и составила 87,8 %, из них усовершенствованные покрытия составили 63,5 %.
К 1990 г. сеть дорог общего пользования в РСФСР составила 455,4 тыс. км, из них 41 тыс. км дорог общегосударственного и 57,6 тыс. км республиканского значения. Тем не менее каждый десятый районный центр (160 из 1837) не был соединен с областными и республиканскими городами дорогами с твердым покрытием или не имел выезда на основную сеть автомагистралей, 7,4 % усадеб колхозов и совхозов (1700 из 23000), и около 250 тыс. средних, мелких населенных пунктов и фермерских хозяйств не имели выезда на главные дороги по полотну с твёрдым покрытием. На решение этой проблемы было нацелено принятое в феврале 1988 года постановление ЦК КПСС и Совета министров СССР «О государственной программе строительства и реконструкции автомобильных дорог в Нечернозёмной зоне РСФСР», которым предусматривалось до 1995 года ввести в эксплуатацию 170—200 тысяч километров дорог, из них 60-70 тыс. км общего пользования, 110—130 тыс. км внутрихозяйственного.

## Дороги в Российской Федерации
В начале 1990-х дорожное хозяйство претерпевает радикальные структурные изменения, в управлении во взаимосвязи с изменениями классификации дорог как объектов собственности.
Постановлением Правительства РСФСР с конца 1991 года введено понятие федеральных дорог, утверждены их перечни. В их числе 21 «магистральная» и 47 «прочих федеральных дорог».
Государственное управление дорожным хозяйством возложили на Министерство транспорта России. Для осуществления управленческих функций в его составе был образован Федеральный дорожный департамент, а с 1996 года Федеральная автомобильно-дорожная служба России, в управление которой отданы 40 тыс. км основных автомагистралей, оставленных в федеральной собственности. Остальная часть дорожной сети передана в ведение субъектов Федерации.
Учитывая важность автомобильных дорог в развитии экономики страны, в 1994 году правительством Российской Федерации утверждена программа совершенствования и развития автомобильных дорог на 1995—2000 годы «Дороги России». Дальнейшее развитие отрасли связано с программой «Модернизация транспортной системы России (2002—2010)». С 2004 года она реализуется при участии Федерального дорожного агентства (Росавтодор), образованного для оказания государственных услуг и управления государственным имуществом в сфере автомобильного транспорта и дорожного хозяйства, в том числе в области учета федеральных автомобильных дорог.
В 2008 году появляется Транспортная стратегия РФ на период до 2030 года. На решение заложенных в ней задач направлена Федеральная целевая, а далее государственная программа Российской Федерации «Развитие транспортной системы» на период до 2021 года, где «дорожному хозяйству» отведена отдельная подпрограмма. В числе главных направлений — увеличение протяженности автомобильных дорог федерального значения, соответствующих нормативным требованиям; развитие сети автомагистралей и скоростных автомобильных дорог общего пользования ==федерального значения; увеличение протяженности соответствующих нормативным требованиям автомобильных дорог федерального значения, входящих в систему международных транспортных коридоров; повышение надежности и безопасности движения по автомобильным дорогам федерального значения.
Большой объем работ проведен в период с 2013 по 2017 годы. За пять лет после строительства и реконструкции введено в эксплуатацию почти 1,9 тыс. км федеральных дорог, Росавтодором отремонтировано (в том числе капитально) свыше 44,5 тыс. км дорожной сети. За 2017 год объем работ составил 8,9 тыс. км.